# Matolammi
Matolammi är en sjö i kommunen Karvia i landskapet Satakunta i Finland. Arean är 32 hektar och strandlinjen är 2,65 kilometer lång. Sjön  ingår i Karvia å huvudavrinningsområde.   Den ligger omkring 83 kilometer nordöst om Björneborg och omkring 250 kilometer nordväst om Helsingfors. 